# Champ électromagnétique
Pour les articles homonymes, voir CEM et EMF.
Un champ électromagnétique ou Champ EM (en anglais, electromagnetic field ou EMF) est la représentation dans l'espace de la force électromagnétique qu'exercent des particules chargées. Concept important de l'électromagnétisme, ce champ représente l'ensemble des composantes de la force électromagnétique s'appliquant sur une particule chargée se déplaçant dans un référentiel galiléen.

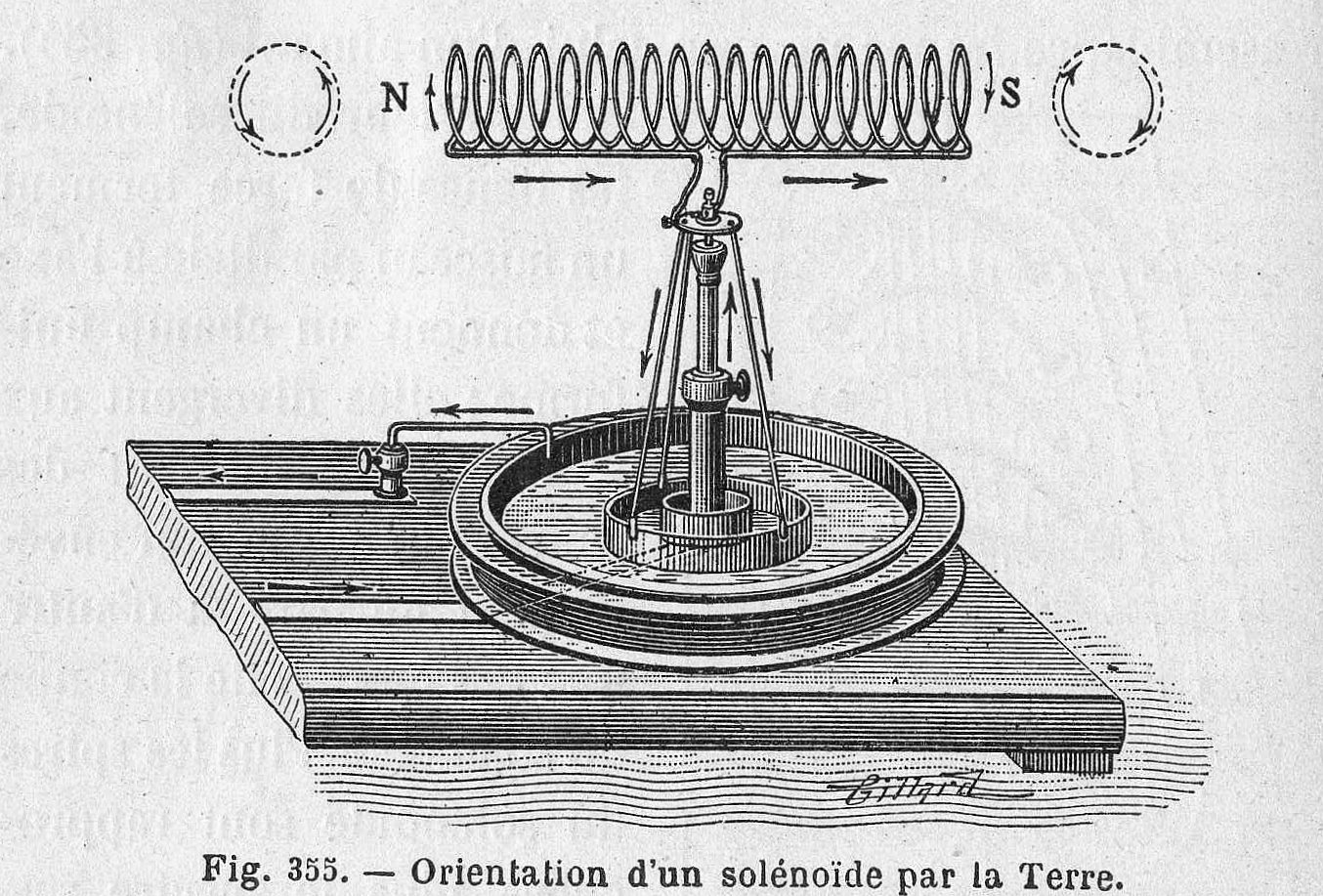
Orientation d'un solénoïde mobile en fonction du champ magnétique terrestre.

Une particule de charge q et de vecteur vitesse {\displaystyle {\vec {v}}} subit une force qui s'exprime par :
où {\displaystyle {\vec {E}}} est le champ électrique et {\displaystyle {\vec {B}}} est le champ magnétique. Le champ électromagnétique est l'ensemble {\displaystyle ({\vec {E}},\ {\vec {B}})}.
La composante magnétique de la force dépend de la vitesse de la particule, contrairement à la composante électrique. 
Le champ électromagnétique est la composition de deux champs vectoriels que l'on peut mesurer indépendamment. Néanmoins ces deux champs sont indissociables, et forment une même entité :
- la séparation en composante magnétique et électrique n'est qu'un point de vue dépendant du référentiel d'étude ; un champ magnétique déviant une particule dans le référentiel du laboratoire, est vu comme un champ électrique dans le référentiel de la particule, où sa vitesse est nulle.
- les équations de Maxwell régissant les deux composantes électrique et magnétique sont couplées, si bien que toute variation de l'une induit une variation de l'autre.

Le comportement des champs électromagnétiques est décrit de façon classique par les équations de Maxwell et de manière plus générale par l'électrodynamique quantique.
La façon la plus générale de définir le champ électromagnétique est celle du tenseur électromagnétique de la relativité restreinte.

## Histoire
L'étude empirique de l'électromagnétisme remonte au moins à l'époque du philosophe, mathématicien et scientifique grec Thalès de Milet, qui, vers 600 avant J.-C., a décrit ses expériences de frottement de fourrure d'animaux sur divers matériaux comme l'ambre, créant ainsi de l'électricité statique.
Au XVIIIe siècle, il était entendu que les objets peuvent porter une charge électrique positive ou négative, que deux objets portant des charges de même signe se repoussent, que deux objets portant des charges de signe opposé s'attirent, et que l'intensité de cette force diminue proportionnellement au carré de la distance qui les sépare. C'est le physicien français Charles-Augustin Coulomb qui établit cette loi, la loi de Coulomb, et donne son nom à la charge électrique, le Coulomb.
Toujours au XVIIIe, Michael Faraday met en évidence que cette loi pouvait être comprise en termes d'interactions entre les charges via le champ électrique, et que celui-ci est produit lorsque la charge est stationnaire par rapport à un observateur mesurant les propriétés de la charge. Il met aussi en évidence qu'un champ magnétique ainsi qu'un champ électrique sont produits lorsque la charge se déplace, créant un courant électrique par rapport à cet observateur.
Au fil du temps, on a réalisé que les champs électriques et magnétiques sont mieux compris comme deux parties d'un ensemble plus vaste : le champ électromagnétique.
En 1820, Hans Christian Ørsted montre qu'un courant électrique peut dévier l'aiguille d'une boussole à proximité, établissant ainsi que l'électricité et le magnétisme sont des phénomènes étroitement liés. Faraday fait ensuite l'observation que les champs magnétiques variables dans le temps peuvent induire des courants électriques en 1831.
En 1864, James Clerk Maxwell formalise ces liens entre les champs électriques et magnétiques et établit les équations de Maxwell. 
Ces équations suscitent des réflexions d'Albert Einstein, au début du XXe siècle, qui - entre autres choses - le mène à la relativité restreinte. Cette théorie a mené à son tour au formalisme actuel le plus complet pour comprendre et décrire les champs électromagnétiques : l'électrodynamique quantique.

## Transformation galiléenne du champ électromagnétique
La valeur attribuée à chacune des composantes électrique et magnétique du champ électromagnétique dépend du référentiel d'étude. En effet, on considère généralement en régime statique que le champ électrique est créé par des charges au repos tandis que le champ magnétique est créé par des charges en mouvement (courants électriques). Néanmoins, la notion de repos et de mouvement est relative au référentiel d'étude.
Cependant, depuis la définition qu'en donnent les équations de Maxwell et depuis l'interprétation d'Einstein, contrairement aux champs électriques et magnétiques qui peuvent être statiques par rapport à un référentiel correctement choisi, la particularité caractéristique du champ électromagnétique est toujours d'être sujet à propagation, à la vitesse de la lumière, quel que soit le référentiel choisi.
Dans le cadre de la relativité galiléenne, si on considère deux référentiels d'étude galiléens (R) et (R'), avec (R') en mouvement rectiligne uniforme de vitesse V par rapport à (R), et si on appelle v' la vitesse d'une charge q dans (R'), sa vitesse dans (R) est v = v' + V.
Si on appelle (E, B) et (E', B') les composantes du champ électromagnétique respectivement dans (R) et dans (R'), l'expression de la force électromagnétique devant être identique dans les deux référentiels on obtient la transformation des champs électromagnétiques grâce à :
Cette relation étant vraie quelle que soit la valeur de v' on a :

## Fréquence
La fréquence d’un champ électromagnétique est le nombre de variations du champ par seconde. Elle s’exprime en hertz (Hz) ou cycles par seconde, et s’étend de zéro à l’infini. Une classification simplifiée des fréquences est présentée ci-après, et quelques exemples d’applications dans chaque gamme sont indiqués.
| Fréquence        | Gamme                               | Exemples d’applications                          |
| ---------------- | ----------------------------------- | ------------------------------------------------ |
| 0 Hz             | Champs statiques                    | Électricité statique                             |
| 50 Hz            | Extrêmement basses fréquences (ELF) | Lignes électriques et courant domestique         |
| 20 kHz           | Fréquences intermédiaires           | Écrans vidéo, plaques à induction culinaires     |
| 88 – 107 MHz     | Radiofréquences                     | Radiodiffusion FM                                |
| 300 MHz – 3 GHz  | Radiofréquences micro-ondes         | Téléphonie mobile                                |
| 300 MHz – 3 GHz  | 400 – 800 MHz                       | Téléphone analogique (Radiocom 2000), télévision |
| 300 MHz – 3 GHz  | 900 MHz et 1800 MHz                 | GSM (standard européen)                          |
| 300 MHz – 3 GHz  | 1900 MHz – 2,2 GHz                  | UMTS                                             |
| 300 MHz – 3 GHz  | 2400 MHz - 2483.5 MHz               | four à micro-ondes, Wi-Fi, Bluetooth             |
| 3 – 100 GHz      | Radars                              | Radars                                           |
| 385 – 750 THz    | Visible                             | Lumière, lasers                                  |
| 750 THz — 30 PHz | Ultraviolets                        | Soleil, photothérapie                            |
| 30 PHz — 30 EHz  | Rayons X                            | Radiologie                                       |
| 30 EHz et plus   | Rayons gamma                        | Physique nucléaire                               |

Les rayonnements ionisants de haute fréquence (X et gamma) peuvent arracher des électrons aux atomes et aux molécules (ionisations), facteurs cancérigènes.
Les rayonnements ultraviolets, visibles et infrarouges (300 GHz - 385 THz) peuvent modifier les niveaux d'énergie au niveau des liaisons au sein des molécules.

## Intensité et puissance
L’intensité d’un champ est exprimée à l’aide de différentes unités :
- pour le champ électrique, le volt par mètre (V/m) ;
- pour le champ magnétique, le tesla (T) (1 T = 1 Wb m−2 = 1 kg s−2 A−1) ;
- selon le rayonnement d’exposition, en densité surfacique de puissance (DSP, en W/m2). La DSP est proportionnelle au produit du champ électrique par le champ magnétique :

{\displaystyle DSP=E\times H={\frac {E^{2}}{377}}=377\times H^{2}}, ou encore : {\displaystyle E={\sqrt {377\times DSP}}} ;
- le vecteur de Poynting permet de représenter la densité surfacique d'énergie d'une onde ;
- la puissance globale contenue dans un champ électromagnétique peut aussi s’exprimer en watts (W).

## Autres propriétés
La polarisation : orientation du champ électrique dans le rayonnement.
La modulation :
- d’amplitude (AM) ;
- de fréquence (FM) ;
- de phase (PW) ;
- pas de modulation = émission continue (CW).

Lorsque l’émission est modulée, il faut différencier la puissance maximale, appelée puissance-crête, et la puissance moyenne résultant de la modulation. Par exemple, dans une émission radar avec des impulsions d’une durée de 1 ms toutes les secondes, la puissance moyenne est 1 000 fois inférieure à la puissance-crête dans l’impulsion.

## Exposition aux champs électromagnétiques
Les champs électromagnétiques peuvent avoir une influence non désirée sur certains équipements électriques ou électroniques (on parlera de compatibilité électromagnétique) et sur la santé des personnes, la faune ou l'environnement (on parlera alors de pollution électromagnétique).
Des réglementations spécifiques ont été adoptées dans la plupart des pays pour limiter les expositions aux champs électromagnétiques ; pour les équipements (directive CEM en Europe) et pour les personnes (recommandation 1999/519/CE et directive 2004/40/CE en Europe).
Dans le monde, l'exposition des personnes et de l'environnement et les facteurs de risques font depuis les années 1960 l'objet d'études, contradictoire, portant sur l'étude sur le degré potentiel de nocivité ou non nocivité de certains champs électromagnétiques. À ce jour[Quand ?], il est recommandé, par principe de précaution, de limiter l’exposition des personnes à risque, tels les femmes enceintes, les enfants, ainsi que les personnes « électrosensibles ». Les principales sources à éviter sont les lignes haute-tension, les IRM, et tout émetteur radiofréquence (GSM, 3G, Wi-Fi, etc.).
Pour améliorer la connaissance et le contrôle de l'exposition du public, en France, à la suite des lois Grenelle I et Grenelle II, un décret du 1er décembre 2011 impose aux gestionnaires du réseau public de transport d'électricité un contrôle et des mesures des ondes électromagnétiques produites par les lignes électriques à très haute tension (THT), lors de toute mise (ou remise) en service d'une ligne.

## Utilisation industrielle et prospective
- Des générateurs d'impulsion électromagnétique (IEM) permettent d'élargir ou resserrer des tuyaux en aluminium.
- Comme alternative à la découpe laser (lente, très consommatrice d'énergie et polluant l'air quand elle vaporise le métal), des procédés innovants[4] utilisent une puissante impulsion électromagnétique pour découper ou percer des métaux très durs (tôles de carrosserie pour voiture par exemple, expérimentalement encore) ; 200 millisecondes suffisent pour percer un trou, contre 1,4 seconde pour le laser dans un même acier (7 fois moins rapide et le trou n'est pas net). Une puissante bobine transforme une énergie pulsée en champ magnétique qui expulse littéralement la surface à découper hors de la tôle (pression équivalente à 3 500 bars environ).